# マックスとモーリッツ

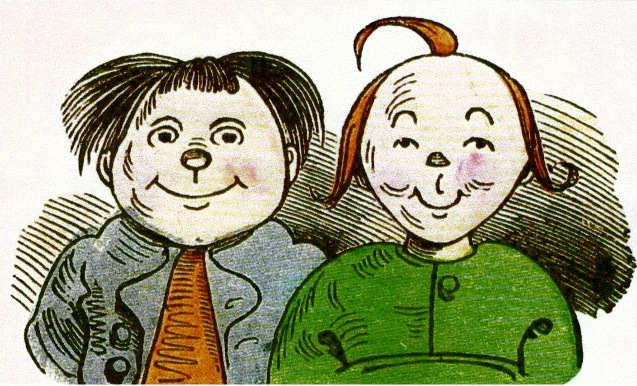
マックスとモーリッツ

『マックスとモーリッツ - 七つのいたずらの話』(マックスとモーリッツ -ななつのいたずらのはなし、 Max und Moritz - Eine Bubengeschichte in sieben Streichen)とは、ドイツの画家にして詩人ヴィルヘルム・ブッシュ（Wilhelm Busch、1832年4月15日 - 1908年1月9日）により、1865年に発表されたドイツ語の絵本である。この極めて独創的でブラックユーモアに満ちた物語は、全編にわたって韻を踏んだ対句で記述されている。この絵本は最初期のコミック・ストリップである『カッツェンジャマー・キッズ』に直接に影響を与えており、漫画史における重要な作品であると考えられている。
また、『マックスとモーリッツ』は1887年に『WAMPAKU MONOGATARI』の題で渋谷新次郎および小柳津要人によりローマ字訳された、日本で最初に翻訳されたオリジナルの絵本でもある。

## 文化的な位置づけ
このブッシュによる二人のいたずら小僧を描いた古典的な物語は、現在パブリックドメインとなっており、英語圏における相対的な知名度の低さにもかかわらず（あるいは、むしろその低さのために）、ドイツ語文化圏の一角を代表する作品となっている。今日でもドイツ（およびオーストリア）において、この物語はしばしばマスコミで取り上げられ、広く親しまれている。マックスとモーリッツの小憎らしい顔はいたずら小僧のシンボルであり、広告ロゴや落書きなどで頻繁に使われている。

## あらすじ

### 一番目のいたずら
マックスとモーリッツはパンのかけらを糸で縫い合わせて、年寄りの後家さんが鶏を飼っている中庭に置きっぱなしにし、糸にからまった鶏たちは宙吊りになって死んでしまう。

### 二番目のいたずら
後家さんが死んだ鶏を丸焼きにすると、マックスとモーリッツは後家さんの家の屋根に忍び上がる。後家さんが厨房を離れた隙に、二人は釣竿で煙突を通して丸焼きを盗み出す。飼い犬の吠える声を聞いて厨房に駆け戻った後家さんは、竈が空になっているのに気付き、飼い犬に折檻を加える。

### 三番目のいたずら
マックスとモーリッツは、流れの速い川の前に住んでいる人の良い仕立て屋を苦しめる。二人は川に掛かっている木の板に鋸で切れ目を入れてから、仕立て屋が家から飛び出してくるまでからかい続ける。橋は壊れ、仕立て屋は川に落ちて溺れかけるが、二羽のガチョウに掴まって辛くも助かる。

### 四番目のいたずら
生真面目な先生が教会でオルガンを弾いている間に、マックスとモーリッツは先生の家に忍び込んでお気に入りのパイプに火薬を詰めておく。先生がパイプに火をつけると、パイプが爆発して先生は気絶し、顔は真っ黒に煤けて、髪の毛はみんな燃えてしまう。

### 五番目のいたずら
マックスとモーリッツは袋一杯のコガネムシを集め、叔父のベッドにこっそりと隠しておく。眠り込もうとした叔父は、鼻の上をコガネムシが這い回っているのに気付く。ぞっとした叔父は、必死になって靴でコガネムシを片っ端から叩き潰す。

### 六番目のいたずら
マックスとモーリッツは、パン屋が休みだと思って店の中に忍び込む。プレッツェルを盗もうとした二人は、パン生地のタンクに転がり落ちる。戻って来たパン屋は、パン粉に塗れた二人を捕まえて竈で焼き上げる。しかし二人は生きていて、中からパン粉を食い破って逃げのびる。

### 最後のいたずら
農夫の穀物倉庫に隠れたマックスとモーリッツは、穀物袋にいくつも切れ目を入れておく。戻って来た農夫はすぐにいたずらに気付く。農夫は穀物の代わりに二人を袋の中に投げ込んで、水車小屋へ持っていく。マックスとモーリッツは碾き臼で細かく磨り潰されて、アヒルの餌にされてしまう。二人が死んでも、悲しむ者は誰もいなかった（二人を磨り潰す水車小屋はドイツのエーバーゲッツェンに実在し、観光名所となっている）。

## 文献

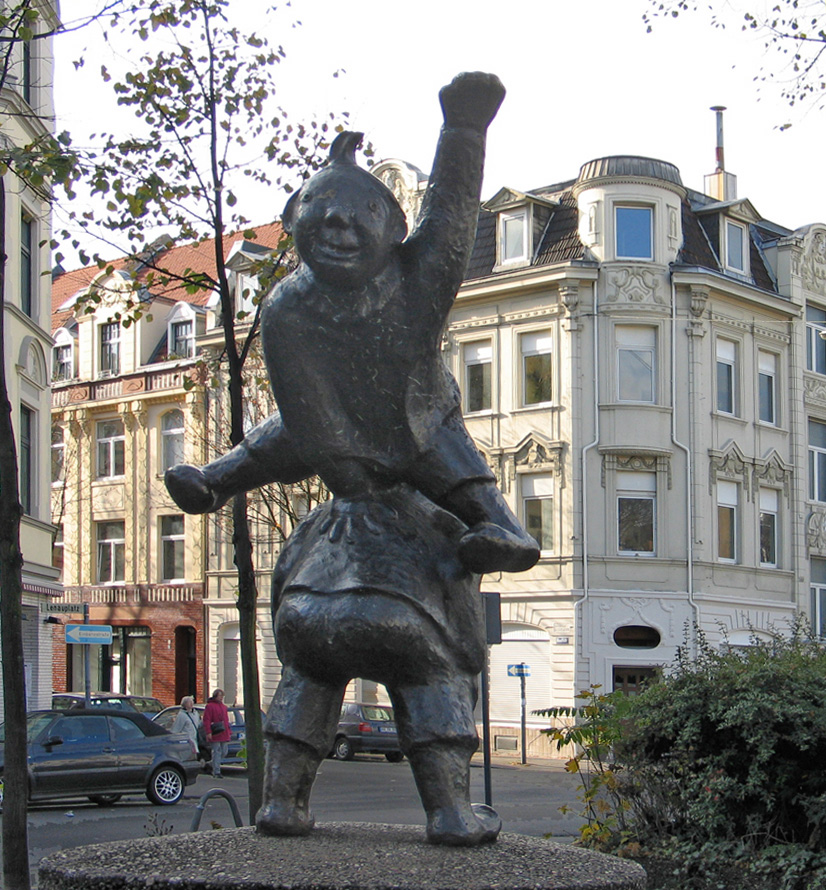
ケルンにあるマックスとモーリッツの噴水、ヤギ跳び（オランダでは馬跳びをヤギ跳びという）しながらもその反骨精神は健在

- Busch, Wilhelm: Max und Moritz, eine Bubengeschichte in 7 Streichen, 67. Aufl., München: Braun u. Schneider, 1917. 53 Bl., IDN: 359284361

- Busch, Wilhelm: Metamorphosen: neue Mundartübersetzungen des Max und Moritz / [Wilhelm Busch]. Hrsg. von Manfred Görlach, Heidelberg: Winter, 1998, 156 S., ISBN 3-8253-0549-X

- Günther, Jörg Michael: Der Fall Max & Moritz. Juristisches Gutachten über die Umtriebe zweier jugendlicher Straftäter zur Warnung für Eltern und Pädagogen, Frankfurt a.M.: Eichborn, 1988. ISBN 3-8218-1858-1

- Thomas Ahlers, Volker Dehs: Mac und Mufti. Punk in Ebergötzen. Überarbeitete und erweiterte Neu-Edition nach der Erstausgabe von 1987. Satzwerk-Verlag, Göttingen 2003, ISBN 3-930333-25-2 . Satirische Übertragung in die Punkersprache
- Max Ferling "Minchen und Tinchen" Lustige Mädchengeschichten in Versen.

1922 Buchhandlung Gustav Fock,Leipzig